# Brassia verrucosa
Brassia verrucosa, tiếng Anh thường gọi là Warty Brassia, là một loài thực vật thuộc họ Orchidaceae.

## Hình ảnh

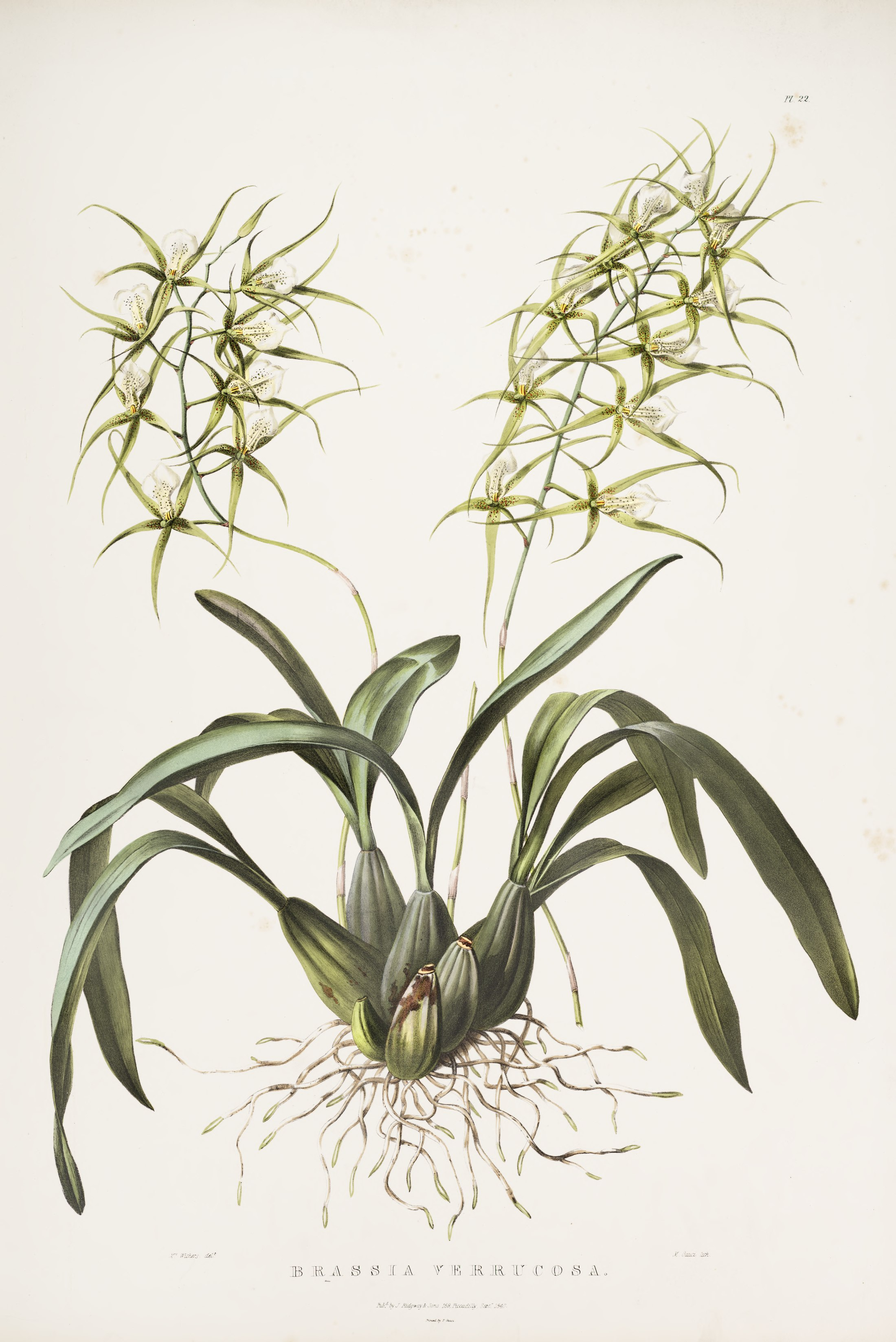
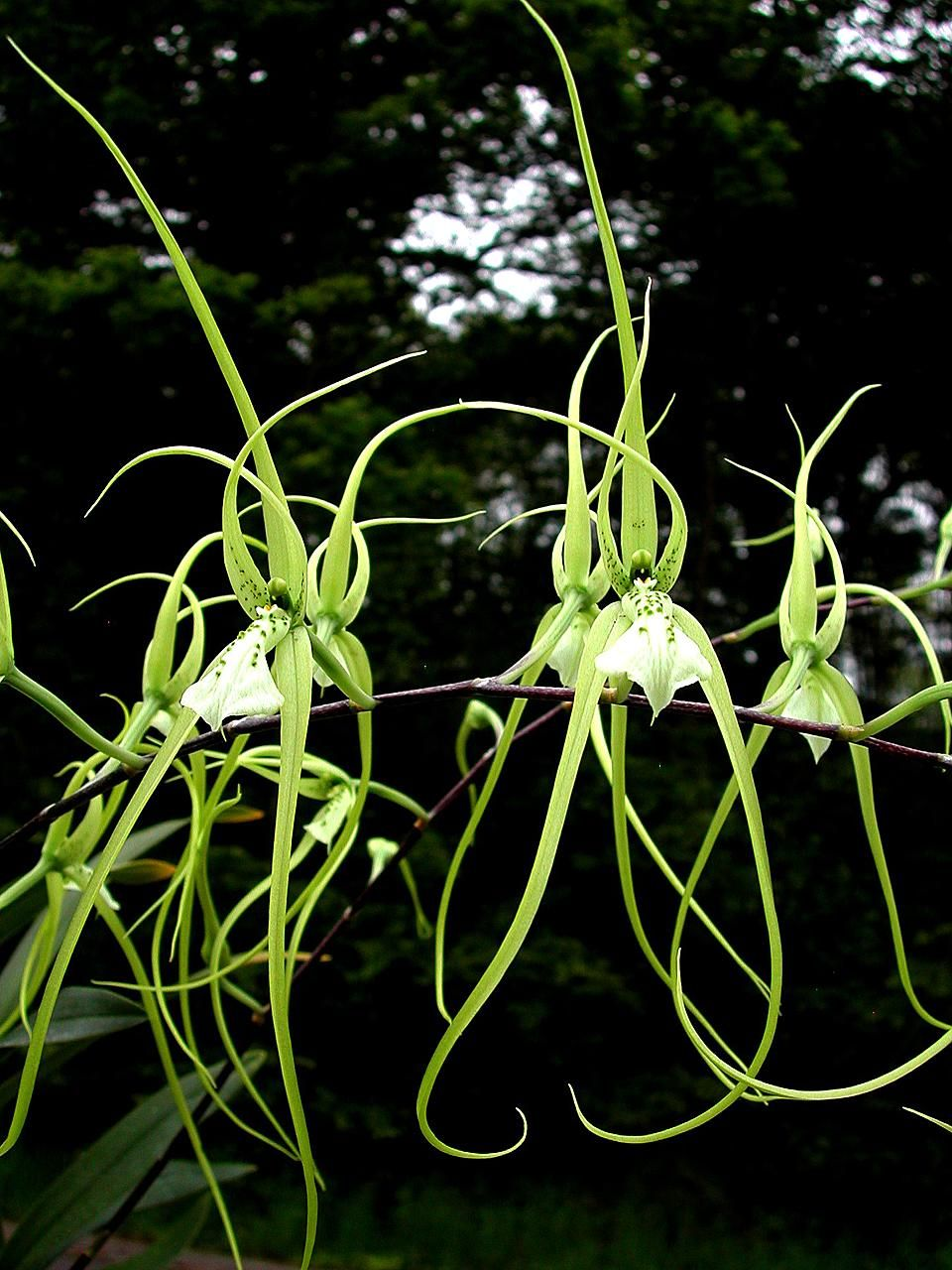
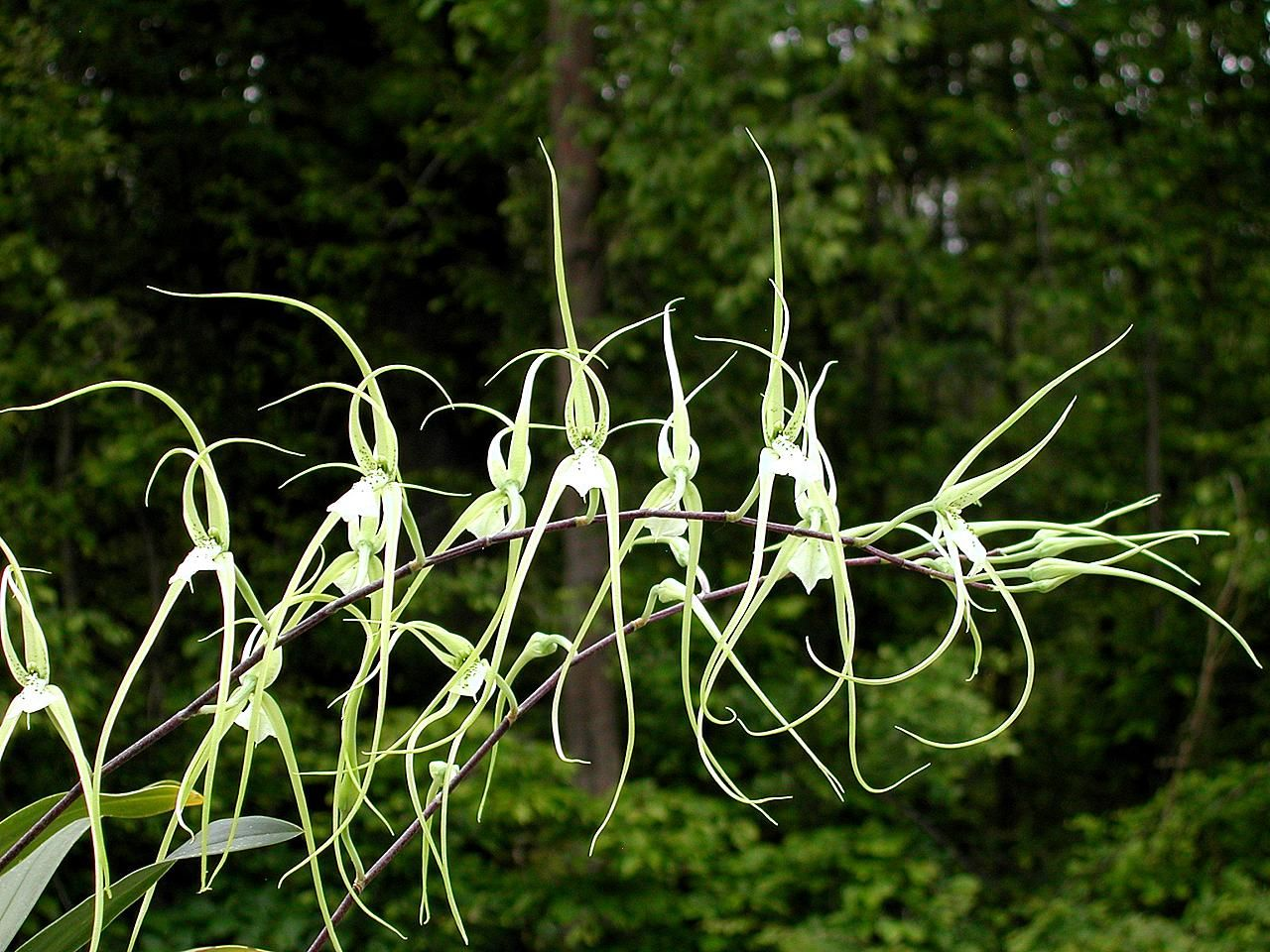
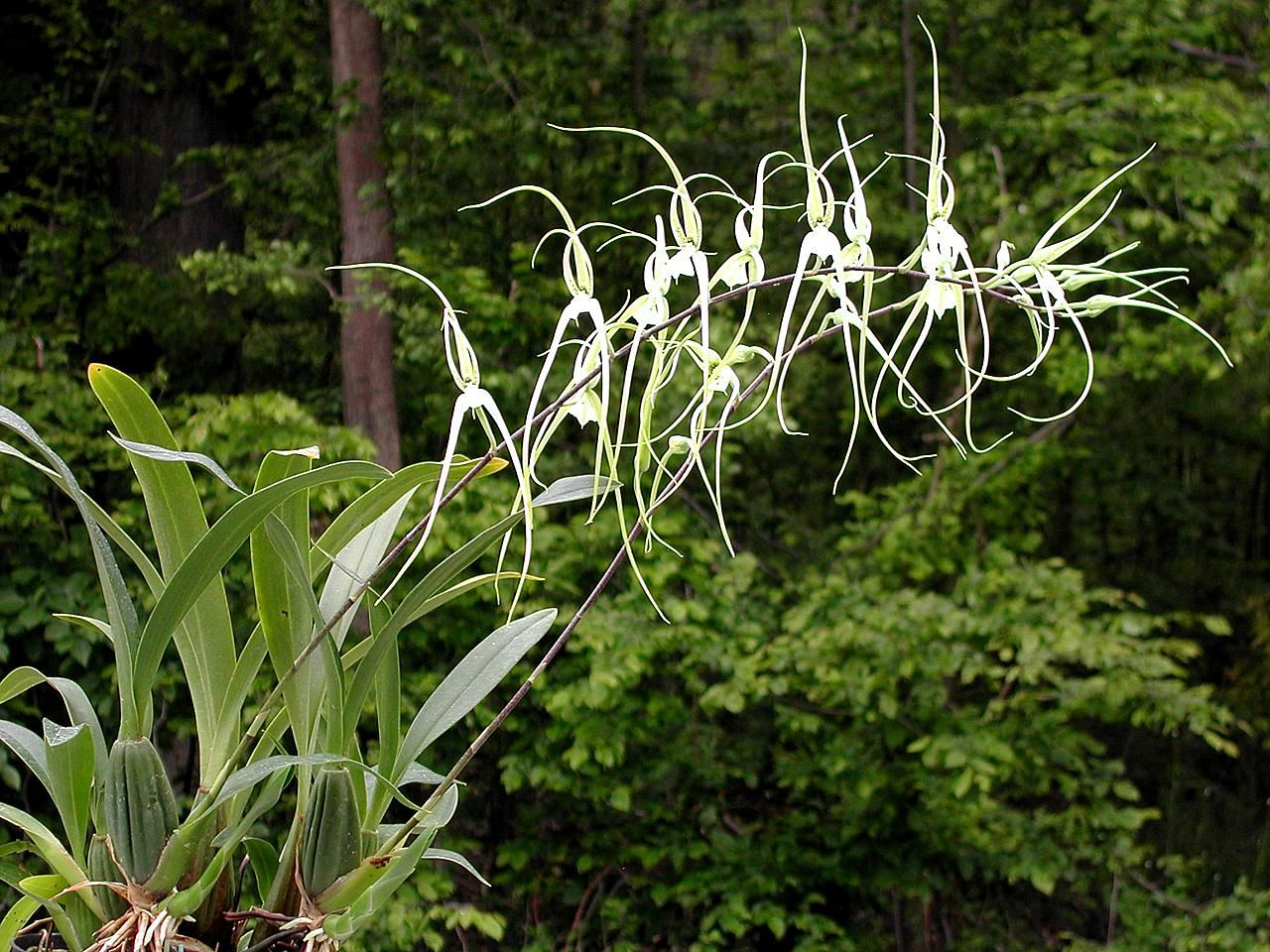